# Passionada
Passionada ist ein US-amerikanischer Spielfilm aus dem Jahr 2002 mit den Hauptdarstellern Sofia Milos und Jason Isaacs.

## Handlung
Die attraktive Witwe Celia Amonte, deren Mann Joseph bereits vor einigen Jahren auf dem Meer umgekommen ist, hat seit dem tragischen Tod ihres Gatten keinen anderen Mann mehr angesehen. Gemeinsam mit ihrer Tochter Vicky lebt sie in New Bedford. Sie verdient ihren Lebensunterhalt als Näherin in einer Textilfabrik und als Fado-Sängerin.
Ihre Tochter Vicky hat sich jedoch, gegen den Willen der Mutter, fest vorgenommen, wieder einen Mann für ihre Mutter zu finden. Ein ihrer Meinung nach geeigneter Kandidat ist der passionierte Black-Jack-Spieler Charles Beck, den Vicky in einem Spielcasino kennengelernt hat. Als er sie zum ersten Mal sieht, ist Charles sofort von der Ausstrahlung der attraktiven Witwe begeistert.
Vicky verspricht, ihm dabei zu helfen, Celia zu erobern, sofern ihr Charly das Kartenzählen beibringt.

## Kritiken
Stephen Holden verglich in seiner Kritik den Film mit den Liebeskomödien Mondsüchtig und My Big Fat Greek Wedding, doch wirke Passionada als Screwball-Liebeskomödie ausgesprochen uneben. Jason Isaacs sei bei weitem kein Hugh Grant und „so tapfer er auch versucht, seiner Figur Charme einzuhauchen, er kommt doch nur als Trottel und Verlierer rüber.[…] Während 'Passionada' einem formelhaften Märchen-Ende entgegen schlendere, verströmt es eine alberne Selbstsicherheit, an die man am Ende auch glauben will. “
Das Lexikon des internationalen Films beschreibt Passionada als „Folklore-lastige romantische Komödie, bei der der Funke nicht recht überspringt, weil sie Gefühle nur mit angezogener Handbremse zulässt.“